# Coca-Cola blanca
Coca-Cola blanca (Ruso: Бесцветная кока-кола, tr. Bestsvetnaya koka-kola "Coca-Cola incolora") es un apodo para una variante clara de Coca-Cola producida en la década de 1940 a pedido del Mariscal de la Unión Soviética Gueorgui Zhúkov. Su sabor era el mismo de la versión original, solo la diferenciaba de esta la ausencia de colorante caramelo.

## Historia

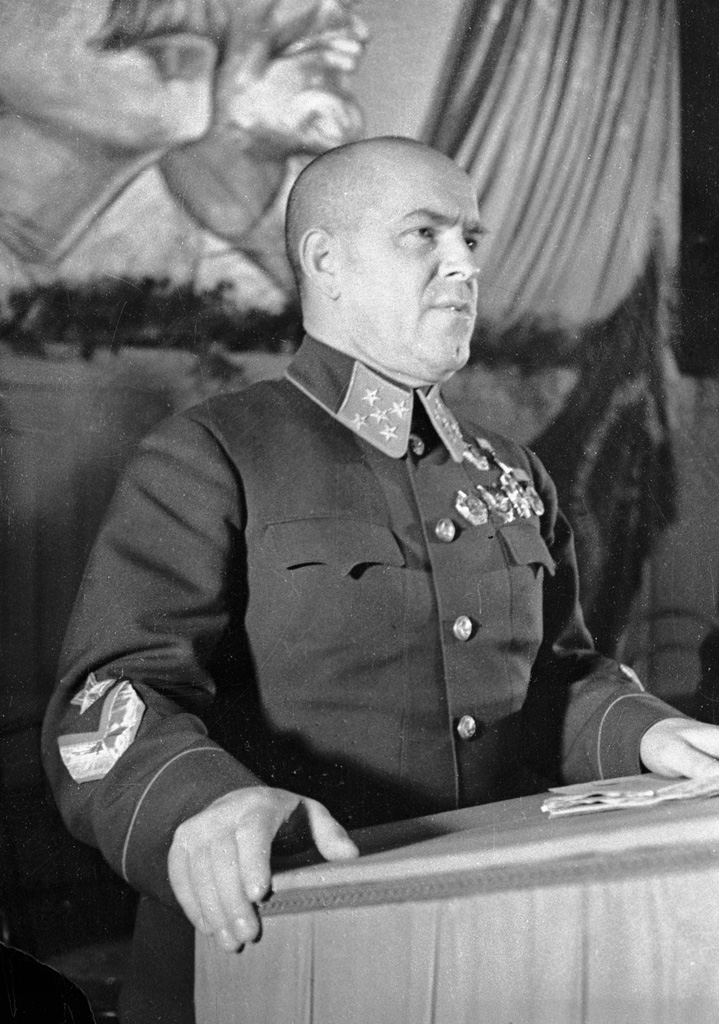
Mariscal (mostrado aquí con la insignia de un General) Zhúkov solicitó la fabricación de una variante incolora y sin etiqueta de Coca-Cola, conocida más tarde como "Coca-Cola blanca".

Zhúkov conoció a la Coca-Cola durante, o apenas concluida la Segunda Guerra Mundial por su homólogo estadounidense, el Comandante Supremo de las Fuerzas Aliadas en Europa Occidental, Dwight D. Eisenhower, quién era un consumidor asiduo de la bebida.
Coca-Cola era considerada en la Unión Soviética como símbolo del imperialismo americano, por ello Zhúkov era reticente a ser fotografiado o reportado consumiendo ese producto en público.
Según el periodista Tom Standage, Zhúkov tiempo más tarde preguntó si Coca-Cola podría ser fabricada y envasada de forma que parezca vodka.
El mariscal Zhúkov hizo esta consulta a través del General W. Clark, comandante del sector a cargo de EE.UU. de la Austria ocupada, quién pasó la petición al entonces presidente Harry S. Truman. El personal del Presidente contactó a James Farley, presidente de la junta de Coca-Cola Export Corporation. En ese momento, Farley supervisaba el establecimiento de 38 plantas de Coca-Cola en el sureste de Europa, incluyendo la mencionada Austria. Farley delegó la orden especial de Zhúkov a Mladin Zarubica, un supervisor técnico de la Coca-Cola Company, que había sido enviado a Austria en 1946 para supervisar el establecimiento de una gran planta de embotellamiento. Zarubica encontró un químico que podría eliminar la coloración de la bebida, concediendo así el deseo del Mariscal Zhukov.
La versión incolora de Coca-Cola se embotelló usando botellas de vidrio transparentes y rectas con una tapa blanca con una estrella roja en el medio. La botella y la tapa fueron fabricadas por Crown Cork and Seal Company en Bruselas. El primer envío consistió en 50 cajas.
Una consecuencia para la Coca-Cola Company fue la relajación de los controles impuestos por las potencias que ocupaban Austria en ese momento. Los suministros y productos de Coca-Cola debían transitar la zona de ocupación soviética mientras se transportaban desde la planta de embotellamiento en Lambach al almacén de Viena. Si bien todas las mercancías que ingresaban a la zona soviética normalmente demoraban semanas en ser despachadas por las autoridades, los envíos de Coca-Cola nunca se detuvieron.